# Heterorhynchites philippensis
Heterorhynchites philippensis là một loài bọ cánh cứng trong họ Rhynchitidae. Loài này được Chevrolat miêu tả khoa học năm 1841.